# Profondeur critique d'un canal
 (mai 2022).
Si vous disposez d'ouvrages ou d'articles de référence ou si vous connaissez des sites web de qualité traitant du thème abordé ici, merci de compléter l'article en donnant les références utiles à sa vérifiabilité et en les liant à la section « Notes et références ».
La profondeur critique d'un canal est la profondeur d'eau à laquelle :
- l'énergie spécifique est minimale pour un débit donné ;
- le débit est maximal pour une énergie spécifique donnée[1].

## Vitesse
La vitesse moyenne correspondant à la profondeur hydraulique critique est :
{\displaystyle U={\sqrt {gh}}}